# Gino Iorgulescu
George Iorgulescu, más conocido como Gino Iorgulescu, (*Giurgiu, Rumania, 15 de mayo de 1956) fue un futbolista rumano. Se desempeñaba en posición de defensa central. 

## Selección nacional
Fue internacional con la Selección de fútbol de Rumania en cuarenta y nueve ocasiones entre 1981 y 1986, consiguiendo tres goles. Debutó como internacional en un partido contra Suiza. Disputó la Eurocopa 1984 en la que su selección quedó eliminada en la primera fase.

## Clubes
| Club                            | País    | Temporadas        |
| ------------------------------- | ------- | ----------------- |
| Dunărea Giurgiu                 | Rumania | 1973/74 a 1974/05 |
| FC Sportul Studențesc București | Rumania | 1975/06           |
| Progresul de Bucarest (cedido)  | Rumania | 1976/77           |
| FC Sportul Studențesc București | Rumania | 1977/78 a 1988/89 |
| K Beerschot VAC                 | Bélgica | 1989/90           |

## Palmarés

### Campeonatos nacionales
| Título   | Club            | País    | Año     |
| -------- | --------------- | ------- | ------- |
| Liga III | Dunărea Giurgiu | Rumania | 1974/75 |

### Campeonatos internacionales
| Título               | Club                            | País    | Año     |
| -------------------- | ------------------------------- | ------- | ------- |
| Copa de los Balcanes | FC Sportul Studențesc București | Rumania | 1979/80 |